# さらば宇宙戦艦ヤマト 愛の戦士たち 音楽集
『さらば宇宙戦艦ヤマト 愛の戦士たち 音楽集』（さらばうちゅうせんかんヤマト あいのせんしたち おんがくしゅう）は、劇場アニメ映画『さらば宇宙戦艦ヤマト 愛の戦士たち』のサウンドトラック・アルバム。1978年8月1日にLPレコードとして、日本コロムビアより発売された。型番はCQ-7011。
『さらば宇宙戦艦ヤマト 愛の戦士たち 映画音楽集』、『さらば宇宙戦艦ヤマト 音楽集』とも。
その後、1995年1月1日にCD（COCC-12228）の形で復刻され、『生誕30周年記念 ETERNAL EDITION PREMIUM 宇宙戦艦ヤマト CD-BOX』（COCX-33021~COCX-33030）にも収録された。2012年9月19日には、『YAMATO SOUND ALMANAC』シリーズの1枚としてBlu-spec仕様のCD（COCX-37385）で再復刻された。

## 解説
1977年夏に公開された劇場向け再編集版『宇宙戦艦ヤマト』のヒットを受け、劇場用新作アニメ映画『さらば宇宙戦艦ヤマト 愛の戦士たち』が1978年夏に公開されることになった。1977年末発売のLPレコード『交響組曲 宇宙戦艦ヤマト』が好評だったこともあり、『さらば...』のBGM（サウンドトラック）も交響曲形式でステレオ録音された。
『交響組曲 宇宙戦艦ヤマト』はサウンドトラックではなかったが、本盤は正規BGM集として、『さらば宇宙戦艦ヤマト 愛の戦士たち 音楽集』という名称でリリースされた。オリジナルLP盤の帯では「永遠の愛とロマンをのせて --- ヤマトはいま最後の戦いが待つ宇宙のかなたへ......」「前作に加えられた素晴しい愛の戦慄」などと謳われていた。
作曲・編曲は、『交響組曲 宇宙戦艦ヤマト』に引き続き宮川泰が担当。演奏もシンフォニック・オーケストラ・ヤマト、スキャットも川島和子が引き続き担当した。また、本盤より、羽田健太郎がピアノ演奏、木村好夫がギター・ソロで参加した。
「序曲」は『交響組曲 宇宙戦艦ヤマト』からのフレーズおよび、その後に続く「白色彗星」「アンドロメダ」「テレサよ永遠に」などのフレーズも含むダイジェスト的な構成になっている。
「白色彗星」には、武蔵野音楽大学のパイプオルガンが使用され、同大学の教授と宮川彬良（当時、高校生）が演奏した。
デスラーの名が冠された曲が3曲あり、そのうち「デスラー 好敵手」は先行発売のシングル・レコードに収録されていた「好敵手」（歌：ささきいさお）のインストゥルメンタル版である。また、同シングルのカップリング曲「テレサよ永遠に」のインスト版、および本盤と同時発売された主題歌シングル「ヤマトより愛をこめて」（歌：沢田研二）のインスト版も収録されている。

## 収録曲
1. 序曲
2. 白色彗星
3. アンドロメダ
4. 英雄の丘
5. テレサよ永遠に[8]
6. 想人（おもいで）
7. デスラー 襲撃
8. デスラー 孤独
9. デスラー 好敵手[9]
10. 都市帝国
11. 大いなる愛
12. ヤマトより愛をこめて[10]

## クレジット
- プロデューサー：西崎義展
- 作曲・編曲・指揮：宮川泰
- 「ヤマトより愛をこめて」作曲：大野克夫
- 演奏：シンフォニック・オーケストラ・ヤマト
  - ピアニスト：羽田健太郎
  - ギター：木村好夫
  - パイプオルガン：宮川晶
  - スキャット[5]：川島和子
- 収録：武蔵野音楽大学ベートベンホール

## 関連音盤
- さらば宇宙戦艦ヤマト（CK-515）
1978年7月に日本コロムビアから発売されたシングル。
「好敵手」「テレサよ永遠に」（歌：ささきいさお）を収録。『さらば宇宙戦艦ヤマト 愛の戦士たち』の挿入歌として先行発売されたが、どちらも映画本編では使用されなかった。
その後、「テレサよ永遠に」はテレビ版『宇宙戦艦ヤマト2』のエンディングテーマとして使用されたことから、テレビアニメのコンピレーション・アルバム『テレビアニメスーパーヒストリー Vol.18』（COCC-70066）などに収録されている。
- さらば宇宙戦艦ヤマト（DR-6235）
1978年8月1日にポリドールから発売されたシングル。
『さらば宇宙戦艦ヤマト 愛の戦士たち』の主題歌（エンディングテーマ）「ヤマトより愛をこめて」（歌：沢田研二）を収録。
作曲は、当時、沢田研二の歌を作曲していた大野克夫による。ヤマト・シリーズにおいて、宮川泰以外の音楽家が作曲した最初の楽曲であり、日本コロムビア以外から発売された最初の音盤である。
作詞は、沢田研二とヤマト・シリーズの両方を担当していた阿久悠による。
映画本編で使用されたものとは、伴奏が一部異なっている。版権の都合上、1980年12月に日本コロムビアから発売された『宇宙戦艦ヤマト 主題歌ヒット曲集』（CQ-7058）では、ささきいさおがカヴァーした。編曲は、宮川泰が担当。後年発売の『YAMATO ETERNAL EDITION File No.10 ヤマト・ザ・ベスト』（COCX-31162）には、沢田によるオリジナル版（本編使用版）が収録されている。
- さらば宇宙戦艦ヤマト 愛の戦士たち ドラマ編（CS-7077〜CS-7078）
1978年10月に日本コロムビアから発売された2枚組LP。1995年にCDとして復刻された（COCC-12478〜COCC-12479）。